# 日野ゴルフ倶楽部
日野ゴルフ倶楽部（ひのゴルフくらぶ）は、滋賀県蒲生郡日野町に広がるゴルフ場である。

## 概要
観光日本株式会社・安達慎三と久保田粂吉は、1970年（昭和45年）7月15日、ゴルフ場の用地探しに八日市市を訪れていたところ、そこで、滋賀県蒲生郡日野町のゴルフ場誘致計画を知った。日野町では工業団地の誘致計画を進めており、そのためにゴルフ場が必須と考えてのことだった。ゴルフ場用地は、杣地区を中心に中之郷の4部落である。安達の計画では18ホールの予定だったが、地元の要望で36ホールのゴルフ場の建設に変更した。
コース設計は、安達建設の鈴木正一が担当し、工事を安達建設株式会社に決まった。建設予定地を検分した鈴木は太鼓判を押した。 1972年（昭和47年）10月15日、キングコース18ホールが完成、開場された。翌1973年（昭和48年）10月、クイーンコース18ホールが完成、36ホール規模のゴルフ場が誕生した。
コースは、全体的になだらかな起伏のあるダイナミックな丘陵コースである。キングコースの特徴は、フェアウェイはフラットでバンカーは少ない。クイーンコースは、フェアウェイに起伏があるが、砲台グリーンが多いので戦略的なアプローチが求められる。
日本のプロゴルフメジャー大会の1つ、日本ゴルフ協会主催競技でもあり、日本選手権大会に相当する、日本オープンゴルフ選手権競技大会など多くの大会開催の実績がある。

## 所在地
〒529-1611 滋賀県蒲生郡日野町杣1146-1 

## コース情報
- 開場日 - 1972年10月15日
- 設計者 - 鈴木 正一
- 施工者 - 安達建設株式会社
- 面積 - 1,650,000m2（約49.9万坪）
- コースタイプ - 丘陵コース
- コース - 36ホールズ、パー144、キングコース7,035ヤード、クイーンコース6,864ヤード、コースレート キングコース75.0、クイーンコース73.4
- グリーン - 1グリーン、ニューベント
- フェアウエイ - ベント
- ラフ - ノシバ
- プレースタイル - 乗用カート(5人乗り)、リモコン式 、クインコース 全組セルフプレー、クイーンコース セルフプレー
- 練習場 - 26打席 200ヤード
- 休場日 - 毎週火曜日、12月31日、1月1日[4]

## クラブ情報
- ハウス面積 - 3,300m2（998.2坪）
- ハウス設計 - 株式会社彦谷建築設計事務所
- ハウス施工 - 不二建設株式会社[4]

## ギャラリー
- コース - 「日野ゴルフ倶楽部」、コースガイド
- ハウス - 「日野ゴルフ倶楽部」、施設案内

## 交通アクセス
- 鉄道 - 近江鉄道 - 八日市駅よりタクシー利用 約20分
- 道路 - 名神高速道路 - 八日市ICより 約15分[5]

## メジャー選手権
- 1979年（昭和54年） - 第44回 日本オープンゴルフ選手権競技大会開催[6]

## エピソード
- 「京都ゴルフ倶楽部」・上賀茂コース（1948年（昭和23年）開場、設計・シェフィールド）と「日野ゴルフ倶楽部」は、安藤建設グループの観光日本株式会社が経営している兄弟ゴルフコースである[7]。
- 「京都ゴルフ倶楽部」・上賀茂コースの工事完成間際、フェアウェイは出来たがラフに張る野芝がなく困った、旧陸軍八日市飛行場跡の滑走路側帯の野芝の情報が入入った、安達建設グループは戦時中に31カ所飛行場を造成しており、無事、上賀茂コースは開場された[7]。

## 関連文献
- 『月刊ゴルフマネジメント』、4月20(175)、「日野ゴルフ倶楽部」、東京 一季出版、1999年4月、2020年8月27日閲覧
- 『ゴルフ場ガイド 東版』、2006-2007、「日野ゴルフ倶楽部（滋賀県）」、東京 ゴルフダイジェスト社、2006年5月、2020年8月27日閲覧
- 『美しい日本のゴルフコース BEAUTIFUL GOLF CULTURE IN JAPAN 日本のゴルフ110年記念 ゴルフは日本の新しい伝統文化である』、ゴルフダイジェスト社「美しい日本のゴルフコース」編纂委員会編、「日野ゴルフ倶楽部」、東京 ゴルフダイジェスト社、2013年12月、2020年8月27日閲覧
- 『近江日野の歴史』、第4巻 (近現代編)、「日野ゴルフ倶楽部との契約調印を報じる記事」、日野町史編さん委員会編、2014年3月、2020年8月27日閲覧